# 1. SS oklopna divizija "Leibstandarte SS Adolf Hitler"
1. SS oklopna divizija "Leibstandarte SS Adolf Hitler" (1. SS-Panzer-Division Lebstandarte SS Adolf Hitler) ili skraćeno 1. SS oklopna divizija bila je njemačka Waffen SS oklopna divizija koja se borila na Zapadnom bojištu i na Istočnom bojištu.

## Sastavljanje i obuka
Divizija je osnovana 26. srpnja 1943. u Beverloou, u okupiranoj Belgiji. Osnovao ju je SS-Obergruppenführer Paul Hausser. SS-Obergruppenfüher Josef "Sepp" Dietrich je bio prvi zapovjednik divizije. U čast njemu znak divizije bio je provaljivač brave, jer Dietrich na njemačkom ima to značenje.
U kolovozu 1943., divizija je premještena u Merano u Italiji, gdje joj je bila zadaća da razoruža talijanske vojnike. Nakon završavanja ove zadaće, divizija je nastavila obuku, te je zahvaćen protu-partizanskim operacijama u sjevernoj Italiji. U prosincu 1943. divizija je bila u potpunosti sastavljena, te je bila spremna za potpuno djelovanje, a stožer korpusa postavljen je u Bruxellesu.

## Povijest operacija

### Zapadno bojište: Normandija
U travnju 1944., divizija se pomakla u Septeuil, zapadno od Pariza, gdje je osnovan Zapadni SS oklopni korpus: XII. Waffen SS oklopna divizija "Hitlerjugend", Njemačka laka oklopna divizija i XVII. Waffen SS mehaniizirana divizija "Götz von Berlichingen", oklopna pričuva zapadnog teritorija. Tijekom tog vremena divizija je dobila počasni naslov Leibstandarte SS Adolf Hitler.
Pokretanjem operacije Overlord i savezničke invazije na Francusku 6. lipnja 1944., korpus je premješten u Falaise. Hitlerjugend sukobio se s britanskim i kanadskim trupama u sjeveru Caena 8. lipnja. Korpusu je bio zadatak da drži područje Ceana, što dovodi do teške borbe kod sela Authie, Buron i zračne luke Carpiquet. Tigeri 101. SS Teška oklopna bojna I. Waffen SS oklopnog korpusa istakla se tijekom borbe, zapovjednik bojne SS-Untersturmführer Michael Wittman zaustavio je proboj britanskih tenkova u Bitci za Villers-Bocage.
Korpus je igrao važnu ulogu u borbama s Britancima: Operaciji Epsom i Operaciji Goodwood, a Götz von Berlichingen i Panzer Lehr divizija u mukama su zaustavili američko napredovanje prema Bocageu.
Nakon pokretanja Operacije Cobra, koja je uništila Panzer Lehr, Korpusu je bilo naređeno da sudjeluje u Operaciji Luttich, nauspjelom protu-napadu na Avranches. Ostatak korpusa uhvaćen je u Falaiseu, gdje su se snažno borili da ostave koridor za povlačenje kuda bi se provukle njemačke snage, i tu su izgubili svu zaštitu i materijal. Nakon pada Falaisea i raspada bojišta, Korpus je sudjelovao u obrani njemačko-francuske granice.

### Bitka za ardensku izbočinu
U ranom listopadu 1944., Korpus je povučen s borbene linije zbog odmora i obnove u Westfalen. Obnova je bila gotova u ranome prosincu, a Ardenskoj regiji naređeno je da se pridruže starome zapovjedniku, Sepp Dietrichovoj Njemačkoj VI. SS oklopnoj vojsci, u pripremanju velikog napada pod tajnim kodom Wacht Am Rhein, i početka bitke za ardensku izbočinu.
Korpus je igrao glavnu ulogu zajedno s Kampfgruppe Peiper od Leibstandarte divizije pokretajući udar. Nakon nekoliko tjedana iscrpne borbe, i s ograničenim zalihama goriva, Korpus je bio iscrpljen. Ofenziva je otkazana, a Korpus je, zahedno s cijelom Dietrichovom vojskom prebačen u Mađarsku.

### Istočno bojište: Mađarska
Njemačke snage započele su Operaciju Frühlingserwachen 6. ožujka 1945. Korpus, koji je bio lijevo krilo Dietrichova napada, je bio odmah pokoleban zbog niskoga morala, napad je ubrzo zaustavljen Sovjetskom opozicijom. Korpus je zapao u pokušaju da pomogne IV. SS oklopnom korpusu, koji je bio njima s lijeve strane, te su zapali u tešku borbu u blizini Stuhlweissenberga. 15. ožujka, Sovjeti su pokrenuli Bečku ofenzivue, koja je razdvojila Njemačku šestu vojsku i prisilila cijelo Južno bojište da se povuče prema Beču. Korpus je zapao u beznadan otpor, povlačeći se kroz Mađarsku, Austriju, sve do konačne predaje Amerikancima 8. svibnja 1945.

## Zapovjednici
- SS-Oberstgruppenführer Josef Dietrich (4. srpnja 1943. – 9. kolovoza 1944.)
- SS-Brigadeführer Fritz Kraemer (9. kolovoza 1944. – 16. kolovoza 1944.)
- SS-Obergruppenführer Georg Keppler (16. kolovoza 1944 - 30. listopada 1944.)
- SS-Obergruppenführer Hermann Priess (30. listopada 1944. – 8. svibnja 1945.)

## Sastav korpusa

### 6. lipnja 1944. (Normandija)
- 101. Waffen SS teška oklopna bojna
- I. Waffen SS oklopna divizija "Leibstandarte SS Adolf Hitler"
- XII. Waffen SS oklopna divizija "Hitlerjugend"
- XVII. Waffen SS mehanizirana divizija "Götz von Berlichingen"
- Panzer Lehr Division

### 16. prosinca 1944. (Ardeni)
- 101. Waffen SS teška oklopna bojna
- I. Waffen SS oklopna divizija "Leibstandarte SS Adolf Hitler"
- XII. Waffen SS oklopna divizija "Hitlerjugend"
- III. Padobranska divizija
- XII. Volksgrenadier divizija
- CCXXVII. Pješačka divizija

### 6. ožujka 1945. (Operacija Frühlingserwachen)
- 101. Waffen SS teška oklopna bojna
- I. Waffen SS oklopna divizija "Leibstandarte SS Adolf Hitler"
- XII. Waffen SS oklopna divizija "Hitlerjugend"